# Shū Takahashi
Pour les articles homonymes, voir Takahashi.
Shū Takahashi (高橋 秀, Takahashi Shū) est un peintre japonais du XXe siècle, né en 1930 dans la préfecture de Fukushima. Il est actif en Italie depuis 1963.

## Biographie
Il interrompe ses études à l’Université des Beaux-Arts de Musashino (ville de la Préfecture de Tōkyō) en cours de cursus.
Il est membre de l'Association des Artistes Indépendants (Dokuritsu Bijutsu Kyokai).
En 1963, il s'installe à Rome où il vit depuis.
Il participe dès 1960, à diverses manifestations de groupe à l'étranger et au Japon:
en 1964-1965, Exposition Itinérante d'Art japonais contemporain aux États-Unis.
en 1965 et 1968 Ve et VIe Biennale de Rome.
en 1968-1969, Art Japonais Contemporain à Tokyo.
en 1973, Artistes Japonais à l'Étranger aux musées d'Art moderne de Tokyo et de Kyoto.
En 1966 il fait une exposition personnelle à Venise, en 1968 à Milan et ultérieurement à Rome et au Japon.
En 1961, il reçoit le Prix Yasui Musée d'art moderne de Tokyo.